# Monastère Notre-Dame de l'Emmanuel de Kasanza
Le monastère Notre-Dame de l’Emmanuel est un prieuré majeur trappiste situé à Kasanza, à 130 km au sud de Kikwit, dans la province de Bandundu (R.D. Congo). Fondé en 1958, le monastère compte en 2009 25 moines, en majorité congolais. Sept d’entre eux sont prêtres et cinq sont novices. 

## Origine
Henri Pauls (1902-1952), jésuite belge, et pendant plusieurs années missionnaire dans le Vicariat du Kwango, estime qu’il est nécessaire à l’évangélisation de la région que la dimension monastique et contemplative de l’Église y soit présente. Pour y préparer une fondation monastique, en 1949 il se retire et vit comme moine-ermite à Kandale. Il meurt accidentellement, le 5 janvier 1952, frappé par la foudre dans sa modeste case. En juin 1970 ses ossements seront transférés au cimetière du monastère dont il est considère comme le fondateur. 
Après sa mort, ses parents reprennent son projet et font des démarches auprès de plusieurs abbayes françaises et belges cherchant une communauté disposée à faire une fondation dans la région de Kikwit. L’abbaye d’Achel (Belgique) accepte et en 1957 le père abbé Gabriel van de Moosdijk et deux moines font un voyage au Congo : ils optent pour un terrain non loin du bourg de Kasanza, à 130 kilomètres au sud de la ville de Kikwit.

## Histoire
La vie régulière de la petite communauté monastique est inaugurée le 11 février 1958 (centième anniversaire des apparitions de Notre-Dame, à Lourdes). Un groupe de cinq moines de l'
abbaye d’Achel, sous la direction du prieur Lambert Vandermeule, vivent dans un petit monastère provisoire qu’ils ont construit sous la direction d’un autre missionnaire jésuite, Émile Deshayes (1907-1974). 
En 1959, deux jeunes moines-prêtres se joignent au groupe et un noviciat est ouvert. Le monastère définitif, construit sur un plateau à 800 mètres de l’installation initiale, est presque terminé lorsqu’en 1964 des troubles graves éclatent dans la province du Kwilu. La rébellion muléliste rend la région peu sure. Le 1er février 1964 la communauté (16 membres) est évacuée par les Nations unies, car trop isolée et exposée. Reçue par les jésuites elle est hébergée dans leur maison d’études philosophiques de Kimwenza, près de Kinshasa.
Retour au Kwilu en avril 1965 : d’abord à Kikombo, et ensuite, en septembre 1966 à Kasanza. Les bâtiments sont ravagés et la misère règne dans la région. Cependant, le 13 septembre 1966, - en la fête de la Sainte-Croix - les moines reprennent la célébration de l’office divin et la vie monastique régulière. 
Le 20 août 1967 Edouard Mununu, un des premiers moines trappistes du Congo, est ordonné prêtre au monastère même. Cinq ans plus tard, le 24 décembre 1972, il est nommé supérieur de la communauté qui ne cesse de croître. Plus tard, lorsque le monastère est érigé en ‘prieuré autonome’ par l’ordre cistercien (13 avril 1984) Mununu en est élu prieur. Le même jour, avec l’approbation de chapitre général de l’ordre, le monastère prend le nom de ‘Notre-Dame de l’Emmanuel’.

## Vie monastique
La langue de la communauté est le kikongo, la plupart des moines étant originaires des provinces des alentours. L’office divin est cependant chanté en français, sauf les heures de sexte et none qui sont en kikongo. La messe dominicale est célébrée en kikongo.
Suivant la tradition trappiste, les moines travaillent de leurs mains pour assurer leur subsistance. Ils possèdent une ferme avec moulin, menuiserie, jardin et large basse-cour. Ils élèvent du bétail. Leur dispensaire rend de précieux services aux habitants de la région.

## Prieurs
- 1972-1985 : Édouard Mununu (nommé évêque auxiliaire, puis évêque de Kikwit, en 1986)
- 1985-1994 : Albéric Vanormelingen
- 1994-2000 : Aelred van den Bosch
- 2000-2006 : Jean-Baptiste Pashi Tundando
- 2006- : Franco Ndulama